# Мазхар бей
Мазхар бей (на турски: Ali Mazhar Bey) е османски офицер и чиновник. От ноември 1911 до август 1912 година е валия на Косовския вилает в Скопие.